# Miami University

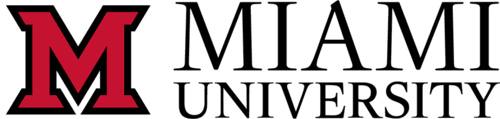
Logo

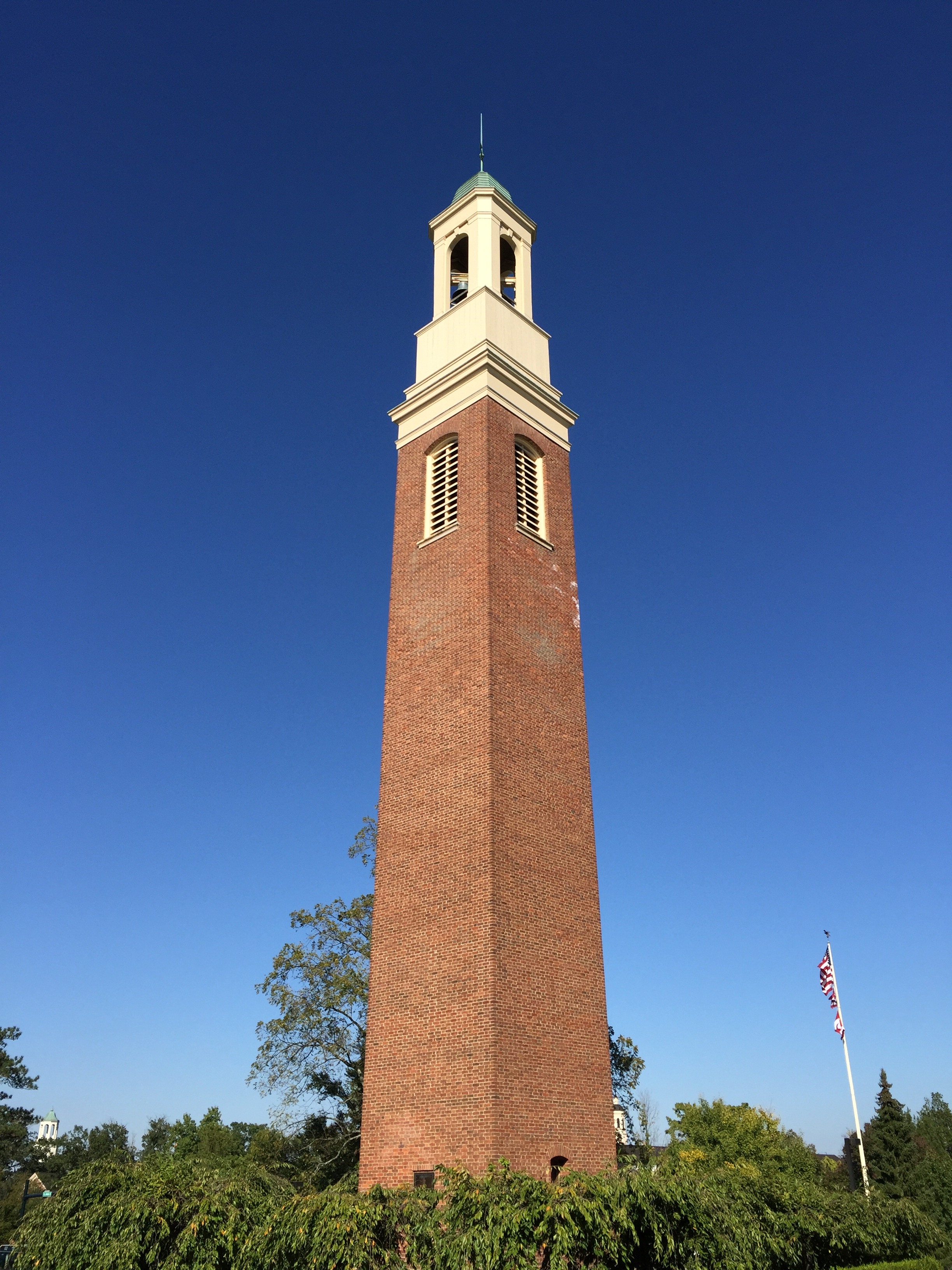
Glockenturm

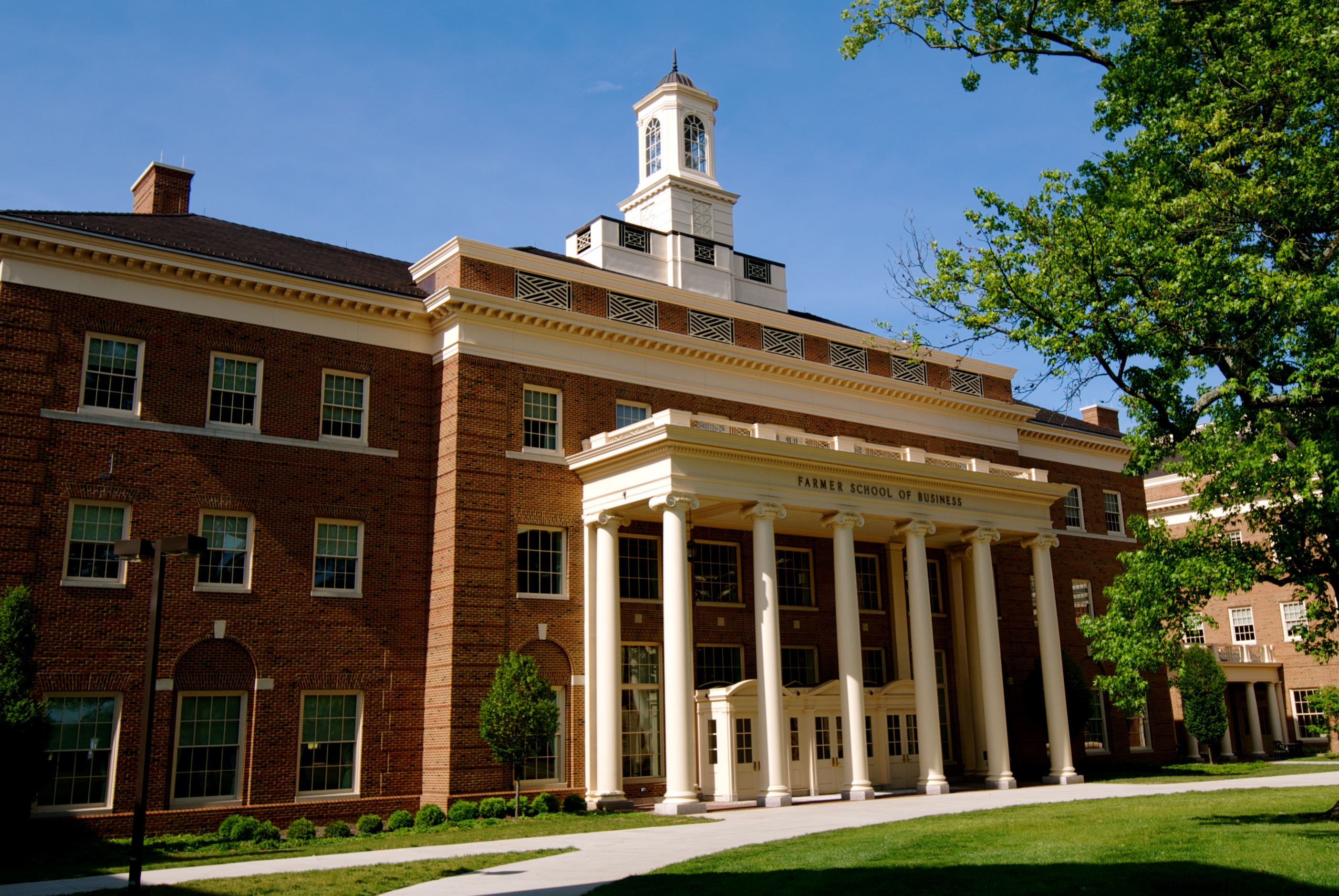
Farmer School of Business

Die Miami University ist eine staatliche Universität mit Hauptsitz in Oxford, Ohio im Südwesten des US-Bundesstaats Ohio, etwa 50 km nordwestlich von Cincinnati gelegen. Gegründet 1809, ist sie die älteste Universität westlich der Allegheny Mountains und die siebt-älteste staatliche Hochschule der USA. Sie gehört zu den besten staatlichen Hochschulen, sie wurde als eine sogenannte Public Ivy gezählt.

## Standorte
Die Universität ist auf vier Standorte verteilt. Neben dem Hauptcampus in Oxford gibt es einen Campus in Hamilton, einen in Middletown, sowie den John E. Dolibois European Campus in Differdingen (Luxemburg).

## Zahlen zu den Studierenden, den Dozenten und zum Vermögen

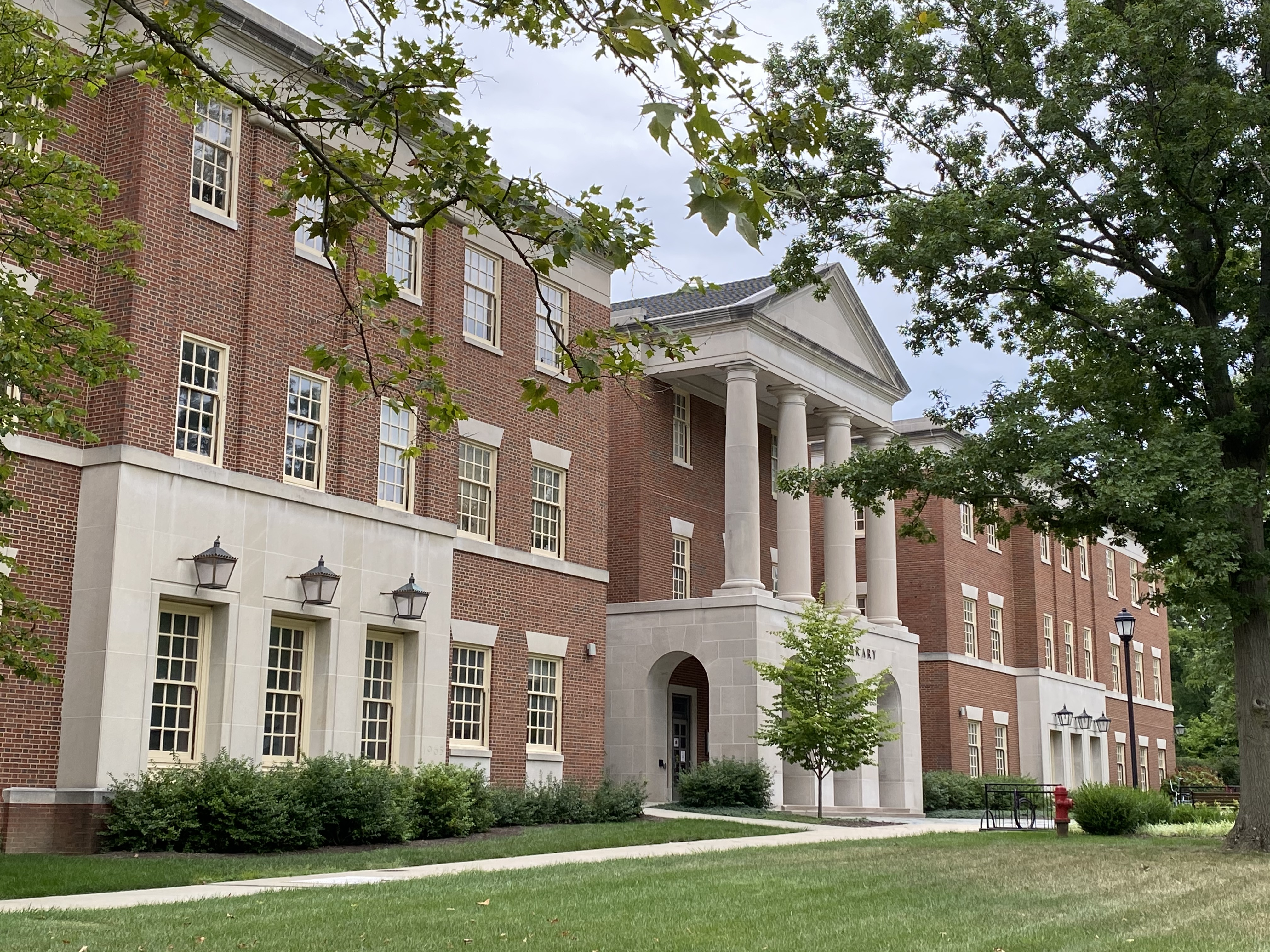
Das Bibliotheksgebäude (King Library) der Miami University in Oxford

Im Herbst 2021 waren 19.264 Studierende an der Miami University in Oxford eingeschrieben, dazu 1.492 in Middletown und 2.289 in Hamilton, so dass es insgesamt 23.045 Studierende waren. In Oxford strebten 17.003 (88,3 %) ihren ersten Studienabschluss an, sie waren also undergraduates. Von diesen waren 51 % weiblich und 49 % männlich; 3 % bezeichneten sich als asiatisch, 3 % als schwarz/afroamerikanisch, 5 % als Hispanic/Latino und 79 % als weiß. 2.261 (11,7 %) arbeiteten in Oxford auf einen weiteren Abschluss hin, sie waren graduates. In Middletown und in Hamilton studierten ausschließlich undergraduates.  In Oxford lehrten 1.104 Dozenten, davon 888 in Vollzeit und 216 in Teilzeit, in Middletown waren es insgesamt 88 Dozenten (42 und 46) und in Hamilton 235 (98 und 137). 2006 waren 23.100 Studenten immatrikuliert.
Der Wert des Stiftungsvermögens der Universität lag 2021 bei 735,8 Mio. US-Dollar und damit 31,8 % höher als im Jahr 2020, in dem es 558,4 Mio. US-Dollar betragen hatte.

## Einteilung
- Ingenieurwissenschaften und Allied Professions
- Künste und Wissenschaften
- Schöne Künste
- Wirtschaftswissenschaften (Richard T. Farmer School of Business)
- Graduate School

## Sport

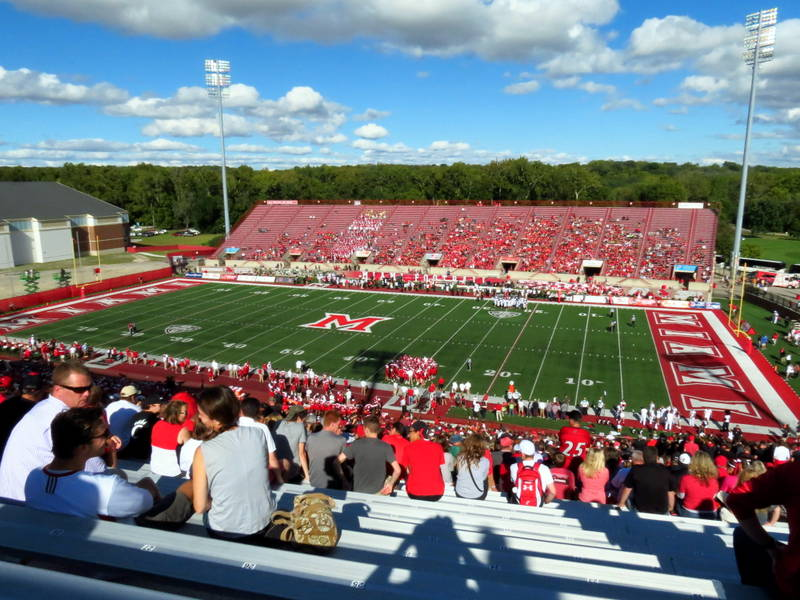
Footballstadion

Die Sportteams der Miami University sind die RedHawks. Die Universität ist Mitglied der Mid-American Conference. Das Eishockeyteam spielt in der National Collegiate Hockey Conference.

## Persönlichkeiten
- Dan Boyle (* 1976), kanadischer Eishockeyspieler
- Paul Brown (1908–1991), American-Football-Trainer
- Maria Cantwell (* 1958), Senatorin für den US-Bundesstaat Washington
- Art Clokey (1921–2010), Regisseur und Trickfilmanimator
- Blake Coleman (* 1991), Eishockeyspieler
- Austin Czarnik (* 1992), Eishockeyspieler
- Steve Driehaus (* 1966), Mitglied des US-Repräsentantenhauses
- Weeb Ewbank (1907–1998), American-Football-Trainer
- Stanley Greenberg (* 1945), Politikberater
- Andy Greene (* 1982), Eishockeyspieler
- John Harbaugh (* 1962), American-Football-Trainer
- Ron Harper (* 1964), Basketballspieler
- Benjamin Harrison (1833–1901), ehemaliger Präsident der USA
- Walter Havighurst (1901–1994), Schriftsteller und Historiker
- Sean Kuraly (* 1993), Eishockeyspieler
- Alec Martinez (* 1987), Eishockeyspieler
- Sean McVay (* 1986), American-Football-Trainer
- Andy Miele (* 1988), Eishockeyspieler
- Nathan Peavy (* 1985), Basketballspieler
- Brian Pillman (1962–1997), Footballspieler und Wrestler
- Ben Roethlisberger (* 1982), Footballspieler
- Jack Roslovic (* 1997), Eishockeyspieler
- Paul Ryan (* 1970), Kandidat der Republikaner als Vizepräsident, Präsidentschaftswahl 2012
- Reilly Smith (* 1991), Eishockeyspieler
- Wally Szczerbiak (* 1977), Basketballspieler
- Dustin Whitecotton (* 1979), Eishockeyspieler
- Kate Voegele (* 1986), Sängerin und Schauspielerin
- Mack Yoho (1936–2020), Footballspieler
- Jeff Zatkoff (* 1987), Eishockeytorwart